# Saint-Clair-sur-Epte
Saint-Clair-sur-Epte egy község Franciaországban. Lakosainak száma 979 fő (2022. január 1.).

## Földrajza
Saint-Clair-sur-Epte Boury-en-Vexin, Montreuil-sur-Epte, Château-sur-Epte, Guerny, Parnes, Buhy és Vexin-sur-Epte községekkel határos.